# سواره‌نظام (فیلم ۱۹۳۶ ایتالیا)
سواره‌نظام (انگلیسی: Cavalry) فیلمی در ژانر درام به کارگردانی گوفردو آلساندرینی است که در سال ۱۹۳۶ منتشر شد. در این فیلم آمدئو ناتزاری، الیزا کگانی، لوئیجی کارینی، ماریو فراری، انریکو ویاریزیو، آنا مانیانی، سیلویو باگلینی، اورسته فارِس، میکله مالاسپینا، رومولو کوستا و فلیچه مینوتی بازی کرده‌اند.